# Вива (приток Косьвы)
Вива — река в России, протекает в Добрянском и Губахинском районах Пермского края. Устье реки находится в 69 км по левому берегу реки Косьва. Длина реки составляет 13 км.
Исток реки в лесном массиве на западных предгорьях Северного Урала близ точки схождения границ Добрянского, Губахинского, Чусовского и Гремячинского районов. Исток находится в 18 км к северо-западу от посёлка Усьва и находится на водоразделе Косьвы и Чусовой. Первый километр река течёт по Добрянскому району, затем перетекает в Губахинский. Генеральное направление течения — север, всё течение проходит по ненаселённому лесу, среди холмов, покрытых елово-берёзовой тайгой. Приток — Чёрная (левый). Впадает в Косьву южнее посёлка Шестаки.

## Данные водного реестра
По данным государственного водного реестра России относится к Камскому бассейновому округу, водохозяйственный участок реки — Кама от города Березники до Камского гидроузла, без реки Косьва (от истока до Широковского гидроузла), Чусовая и Сылва, речной подбассейн реки — бассейны притоков Камы до впадения Белой. Речной бассейн реки — Кама.
Код объекта в государственном водном реестре — 10010100912111100008786.